# Grootaertia anomalipennis
Grootaertia anomalipennis är en tvåvingeart som beskrevs av Grichanov 1999. Grootaertia anomalipennis ingår i släktet Grootaertia och familjen styltflugor. Inga underarter finns listade i Catalogue of Life.